# Salah Naoura

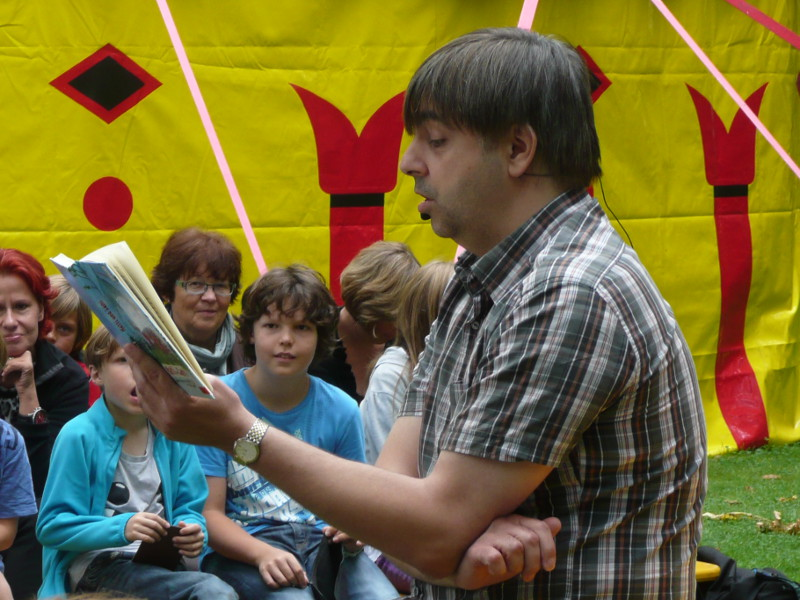
Salah Naoura bei einer Lesung auf dem Erlanger Poetenfest 2011

Salah Naoura (* 2. November 1964 in Berlin) ist ein in Berlin lebender deutscher Autor und Übersetzer schwedischer und englischsprachiger Kinder- und Jugendliteratur, der vor allem durch seinen vielfach ausgezeichneten und in der Presse hochgelobten Kinderroman Matti und Sami und die drei größten Fehler des Universums eine größere Bekanntheit erlangte. Das Buch wurde 2011 mit dem Peter-Härtling-Preis und dem Jahres-LUCHS von DIE ZEIT und Radio Bremen prämiert. Als Übersetzer wurde Salah Naoura 1992 und 2013 mit dem Deutschen Jugendliteraturpreis ausgezeichnet. 2025 erschien sein Jugendbuch Der Junge, der auf ein Haus stieg.

## Leben und Werk
Salah Naoura ist der Sohn einer deutschen Mutter und eines syrischen Vaters. Er studierte Germanistik und Skandinavistik in Berlin und Stockholm. Nach dem Studium arbeitete er im Lektorat eines Kinderbuchverlages. Seit 1995 veröffentlicht er Gedichte, Geschichten, Bilder- und Erstlesebücher sowie Romane für Kinder. Seine Bücher und Übersetzungen wurden mehrfach ausgezeichnet. Vor allem für sein Buch Matti und Sami und die drei größten Fehler des Universums (2011) erntete Naoura umfassende Anerkennung. In Matti und Sami erzählt Naoura die Geschichte des elfjährigen Matti, der von einem Familienurlaub in der Heimat seines finnischen Vaters träumt, was er mit einer brachialen Lüge auch erreicht. Im Zielland angekommen aber finden sich Matti, der kleine Bruder Sami und die Eltern ohne Bleibe, Geld und Auto mitten in der finnischen Einöde wieder. 2012 wurde das Buch in der Kategorie Kinderbuch für den Deutschen Jugendliteraturpreis nominiert. Ebenfalls 2012 war der Autor Jurymitglied der Auszeichnung Das außergewöhnliche Buch des Kinder- und Jugendprogramms des Internationalen Literaturfestivals Berlin. Bis heute (Stand: Juli 2025) hat Naoura um die 60 Bücher ins Deutsche übersetzt und 48 Bücher als Autor veröffentlicht. Naoura lebt und arbeitet in Berlin.

## Presseschau
Allgemeine Bedeutung

„Klartext schreiben, auch mal einen bösen Witz einbauen, das trauen sich all diese Autoren. Das kann man gar nicht genug loben, wenn man erlebt, wie selten in gesellschaftspolitischen Debatten ausgesprochen wird – oder werden kann –, was Sache ist.“

Über die Ähnlichkeit zu Frank Cottrell Boyce

„Denn sowohl in seinen eigenen Werken […] als auch in den Übersetzungen der fünf hierzulande erschienenen Bücher von Frank Cottrell Boyce spürt man die Seelenverwandtschaft der beiden, ihre Lust am Erzählen, den Blick auf vermeintlich ferne Galaxien, die sich als ziemlich naheliegend erweisen. Und auch die klare, verständliche, humorvolle Sprache der beiden ist ähnlich, mit der sie vom graubunten Alltag von Kindern jenseits gängiger Idylle erzählen.“

Dilip und der Urknall und was danach bei uns geschah (2012)

„Salah Naoura schreibt mit Dilip und der Urknall und was danach bei uns geschah erneut eine ungewöhnliche Familienerzählung, bleibt jedoch seinen Erzählmustern treu und zeigt zugleich, wie vielfältig, bunt und anspruchsvoll die aktuelle deutschsprachige Kinderliteratur der letzten beiden Jahre (wieder) geworden ist. [...] Ähnlich wie bereits in seinen frühen Werken zeigt Salah Naoura die Brüchigkeit der Kleinfamilie und präsentiert ungewöhnliche Konstellationen, wie Familien Probleme gemeinsam lösen können.“

„Er schreibt auch Gedichte, sagt die Moderatorin. Er könne nun eins vortragen. Da legt sich Stille über den Saal, keine andächtige, eher eine erschrockene. Salah Naoura hat doch gerade so lustig aus Dilip und der Urknall gelesen. Das ist ein Buch über einen neunjährigen Jungen, der plötzlich einen Bruder bekommt, einen adoptierten aus Indien, der die Familie ordentlich aufmischt. Und nun so etwas. Der Mann kann seine Gedichte sogar auswendig und fängt an: „Du bist so herrlich hundsgemein“ – und hat die 400 Kinder vor sich schon wieder eingefangen. „Ich weiß auch nicht, was das soll/ Ich finde dich zum Kotzen toll.“ So klingt es also, wenn Monster sich die Liebe erklären. Als er fragt, ob er noch was aus dem Buch lesen solle, brüllt ihm ein „Jaaa!“ entgegen. Die Premiere ist geglückt. Salah Naouras, denn er hat zum ersten Mal aus diesem Buch gelesen, die des Internationalen Literaturfestivals Berlin, denn es ist die erste Veranstaltung auf der großen Bühne im Haus der Berliner Festspiele am Montagmorgen.“

Matti und Sami und die drei größten Fehler des Universums (2011)

„Salah Naoura schenkt dem Leser einen Reigen von überzeugenden Familienszenen mit schrulligen, liebevoll gezeichneten Figuren. Mit Verve nutzt er Missverständnisse für große Situationskomik und schreibt dazu witzige Dialoge im kindlichen Ton und doch voller Lakonie.“

„Naouras moderner Schelmenroman [...] mit seinem pippilangstrumpfhaften "Ich mache mir die Welt, wie sie mir gefällt" ein großes Vergnügen, auch dank der Kunst des Autors, selbst durch den kuriosesten Spaß Tiefe blitzen zu lassen.“

„Mit Lakonie und einem genauen Blick auf die deutsch-finnische Seele erzählt Salah Naoura eine überraschende Sommergeschichte voller Wärme und Witz.“

## Übersetzungen
- Bilderbücher (Auswahl)
  - Thomas Tidholm: Die Reise nach Ugri-La-Brek: Vierfarbiges Bilderbuch. Mit Bildern von Anna-Clara Tidholm. Beltz Verlag, 1991, ISBN 3-407-80383-4. (Originaltitel: Resan till Ugri-La-Brek)
  - Jon Blake: He Duda: Vierfarbiges Bilderbuch. Mit Bildern von Axel Scheffler. Beltz Verlag, 1992, ISBN 3-407-80395-8. (Originaltitel: Daley B)
  - Phyllis Root: Sam und das Meer. Mit Bildern von Axel Scheffler. Beltz Verlag, 1994, ISBN 3-407-79146-1. (Originaltitel: Sam who was Swallowed by a Shark)
  - Kathryn Cave: Irgendwie Anders. Mit Bildern von Chris Riddell. Oetinger Verlag, 1994, ISBN 978-3-7891-6352-4. (Originaltitel: Something Else)
  - Alison Ritchie: Ich und mein Papa. Mit Bildern von Alison Edgson. Loewe Verlag, 2007, ISBN 978-3-7855-5895-9. (Originaltitel: Me and my Dad)
  - Martine Oborne: Fritz Ferkel Mit Bildern von Axel Scheffler. Beltz Verlag, 2008, ISBN 978-3-407-79368-3. (Originaltitel: Hamilton's Hat)
  - Julia Donaldson: Tyrannosaurus Klecks. Mit Bildern von David Roberts. Sauerländer Verlag, 2008, ISBN 978-3-7941-5199-8. (Originaltitel: Tyrannosaurus Drip)
  - Alison Green: Gute Nacht, kleiner Fuchs! Mit Bildern von Deborah Allwright. Ellermann Verlag, 2010, ISBN 978-3-7707-4835-8. (Originaltitel: Fox in the Dark)
  - Julia Donaldson: Mein Haus ist zu eng und zu klein. Mit Bildern von Axel Scheffler. Beltz Verlag, 2010, ISBN 978-3-407-79302-7. (Originaltitel: A Squash and a Squeeze)
  - Ian Whybrow: Wenn kleine Bären schlafen gehen: Pop-up-Bilderbuch. Mit Bildern von Axel Scheffler. Beltz Verlag, 2010, ISBN 978-3-407-79181-8.
  - Paul Fleischman: Die Dummköpfe. Mit Bildern von David Roberts. Dressler Verlag, 2010, ISBN 978-3-7915-2915-8. (Originaltitel: The Dunderheads)
  - Fanny Joly: Die kniffligsten Fälle von Meisterdetektiv Rattiko. Mit Bildern von Philip Waechter. Beltz Verlag, 2011, ISBN 978-3-407-79437-6.
  - Julia Donaldson: Räuber Ratte: Vierfarbiges Bilderbuch. Mit Bildern von Axel Scheffler. Beltz Verlag, 2011, ISBN 978-3-407-79447-5. (Originaltitel: The Highway Rat)
  - Max Velthuijs: Frosch rettet Ente. Gabriel Verlag, 2011, ISBN 978-3-522-30246-3.
  - Max Velthuijs: Frosch übernachtet woanders. Gabriel Verlag, 2011, ISBN 978-3-522-30245-6.
  - Julia Donaldson: Superwurm. Illustration Axel Scheffler. Beltz & Gelberg; Weinheim 2012 ISBN 978-3-407-79472-7 (Originaltitel: Superworm)
- Romane (Auswahl)
  - Michael Cockett: Die Narbe. Deutscher Taschenbuch Verlag, 2001, ISBN 3-423-70629-5.
  - Beverley Naidoo: Die andere Wahrheit. Arena Verlag, 2003, ISBN 3-401-02714-X. (Originaltitel: The Other Side of Truth)
  - Frank Cottrell Boyce: Millionen. Carlsen Verlag, 2004, ISBN 3-551-55339-4. (Originaltitel: Millions)
  - Lian Hearn: Der Clan der Otori, Band 3: Der Glanz des Mondes. Carlsen Verlag, 2005, ISBN 3-551-58111-8. (Originaltitel: Tales of the Otori – Book 3: Brilliance of the Moon)
  - Livi Michael: Die flüsternde Straße. Carlsen Verlag, 2005, ISBN 3-551-55347-5. (Originaltitel: The Whispering Road)
  - Frank Cottrell Boyce: Meisterwerk. Carlsen Verlag, 2006, ISBN 3-551-58145-2. (Originaltitel: Framed)
  - Herbie Brennan: Der Elfenpakt. Deutscher Taschenbuch Verlag, 2006, ISBN 3-423-24570-0. (Originaltitel: Ruler of the Realm)
  - Siobhan Dowd: Ein reiner Schrei. Carlsen Verlag, 2006, ISBN 3-551-58158-4. (Originaltitel: A Swift Pure Cry)
  - Livi Michael: Das Flüstern der Engel. Carlsen Verlag, 2007, ISBN 978-3-551-55450-5.
  - Siobhan Dowd: Der Junge, der sich in Luft auflöste. Carlsen Verlag, 2008, ISBN 978-3-551-58188-4. (Originaltitel: The London Eye Mystery)
  - Siobhan Dowd: Anfang und Ende allen Kummers ist dieser Ort. Carlsen Verlag, 2009, ISBN 978-3-551-58208-9. (Originaltitel: Bog Child)
  - Kagiso Lesego Molope: Im Schatten des Zitronenbaums: Ein Roman aus Südafrika. Nord-Süd-Verlag, 2009, ISBN 978-3-314-01708-7. (Originaltitel: The Mending Season)
  - Frank Cottrell Boyce: Galaktisch. Carlsen Verlag, 2009, ISBN 978-3-551-55192-4. (Originaltitel: Cosmic)
  - Laurie Halse Anderson: Wintermädchen. Ravensburger Buchverlag, 2010, ISBN 978-3-473-35321-7. (Originaltitel: Wintergirls)
  - Siobhan Dowd: Auf der anderen Seite des Meeres. Carlsen Verlag, 2011, ISBN 978-3-551-58189-1. (Originaltitel: Solace of the Road)
  - Michelle Cuevas: Columbus und der malende Elefant. Dressler Verlag, 2011, ISBN 978-3-7915-2737-6. (Originaltitel: The Masterwork of a Painting Elephant)
  - David Walliams: Rattenburger. Rowohlt Verlag, 2016, ISBN 978-3-499-21742-5. (Originaltitel: Ratburger)
  - David Walliams: Gangsta-Oma schlägt wieder zu! Rowohlt Verlag, 2022, ISBN 978-3-499-01040-8. (Originaltitel: Gangsta Granny Strikes Again!)
  - David Walliams: Gangsta-Oma. Rotfuchs Verlag, 2024, ISBN 978-3-757-10077-3. (Originaltitel: Gangsta Granny)
- Sachbücher (Auswahl)
  - Nicholas Harris: Abenteuer Zeitreise. Vom Ochsenkarren zur Autobahn. Mit Bildern von Peter Dennis. Bibliographisches Institut, 2003, ISBN 3-411-07235-0.
  - Nicholas Harris: Abenteuer Zeitreise. Leben in der Steinzeit. Mit Bildern von Peter Dennis. Bibliographisches Institut, 2004, ISBN 3-411-07234-2.
  - Terry Deary: Grässliche – aber total wahre – Geschichte: Waschechte Wikinger. Mit Bildern von Martin Brown. Ravensburger Buchverlag, 2011, ISBN 978-3-473-53120-2 (Originaltitel: Horrible Histories: Vicious Vikings)

## Bibliografie
- Pappbilderbücher
  - mit Paul Hess: Meyers kleine Tierwelt: Im Eis. Bibliographisches Institut, Mannheim 1999, ISBN 3-411-08251-8.
  - mit Paul Hess: Meyers kleine Tierwelt: In der Savanne. Mit Bildern von Paul Hess. Bibliographisches Institut, Mannheim 1999, ISBN 3-411-08261-5.
  - Meyers kleine Tierwelt: Im Regenwald. Mit Bildern von Paul Hess. Bibliographisches Institut, 1999, ISBN 3-411-08231-3.
  - Meyers kleine Tierwelt: Auf dem Bauernhof. Mit Bildern von Paul Hess. Bibliographisches Institut, 1999, ISBN 3-411-08241-0.
  - Guten Morgen, gute Nacht. Mit Bildern von Ana Maria Weller. Oetinger Verlag, 2003, ISBN 3-7891-7314-2.
  - Nikolaus und Weihnachtsstern. 11 kleine Weihnachtsreime. Mit Bildern von Hildegard Müller. Oetinger Verlag, 2003, ISBN 3-7891-6859-9.
  - Wen suchst du, Paule? Zum Fühlen und Klappen. Mit Bildern von Ralf Butschkow. Oetinger Verlag, 2004, ISBN 3-7891-7631-1.
  - Post für Hase. Zum Fühlen und Klappen. Mit Bildern von Ralf Butschkow. Oetinger Verlag, 2005, ISBN 3-7891-7639-7.
- Bilderbücher
  - Olga und Holger. Mit Bildern von Miryam Specht. Thienemann Verlag, 2004, ISBN 3-522-43468-4.
  - Olga und Holger in Afrika. Mit Bildern von Miryam Specht. Thienemann Verlag, 2005, ISBN 3-522-43498-6.
  - Das Mond-Ei. Mit Bildern von Nina Hammerle. Ellermann Verlag, 2014, ISBN 978-3-7707-5371-0.
  - Mücke und Agathe. Mit Bildern von Stefanie Jeschke. Ellermann Verlag, 2017, ISBN 978-3-7707-3336-1.
  - Frau Susetts wundersame Reise. Mit Bildern von Britta Teckentrup. Tulipan Verlag, 2022, ISBN 978-3-86429-528-7.
- Erstlesebücher
  - Der große Hund ist weg. Mit Bildern von Katja Kersting. Oetinger Verlag, 1997, ISBN 3-7891-1126-0.
  - Kleine Bärengeschichten. Ars Edition, 1999, ISBN 3-7607-3785-4.
  - Lesespatz: Der rote Lolli. Mit Bildern von Julia Wittkamp. Loewe Verlag, 2000, ISBN 3-7855-2977-5.
  - Duden Lesedetektive: Herr von Blech zieht ein. Mit Bildern von Michael Bayer. Bibliographisches Institut, 2007, ISBN 978-3-411-70802-4.
  - Duden Lesedetektive: Herr von Blech geht zur Schule. Mit Bildern von Michael Bayer. Bibliographisches Institut, 2008, ISBN 978-3-411-70812-3.
  - Geheimnis um Baldini. Mit Bildern von Katja Wehner. Tulipan Verlag, 2009, ISBN 978-3-939944-30-0.
  - Duden Lesedetektive: Herr von Blech ist verliebt. Mit Bildern von Michael Bayer. Bibliographisches Institut, 2010, ISBN 978-3-411-70824-6.
  - Duden Lesedetektive: Mutgeschichten zum Vorlesen. Bibliographisches Institut, 2011, ISBN 978-3-411-71074-4.
  - Duden Lesedetektive: Nora und die Tigerinsel. Mit Bildern von Susanne Wechdorn. Bibliographisches Institut, 2011, ISBN 978-3-411-80825-0.
  - Duden Lesedetektive: Benno und das Mondscheinauto. Mit Bildern von Susanne Wechdorn. Bibliographisches Institut, 2013, ISBN 978-3-737-33600-0.
  - Superhugo startet durch! Mit Bildern von Sabine Büchner. Oetinger Verlag, 2014, ISBN 978-3-7891-2377-1.
  - Superhugo rettet Leben! Mit Bildern von Sabine Büchner. Oetinger Verlag, 2015, ISBN 978-3-7891-2378-8.
  - Superhugo fängt den Dieb! Mit Bildern von Sabine Büchner. Oetinger Verlag, 2015, ISBN 978-3-7891-2427-3.
  - Superhugo taucht ab! Mit Bildern von Sabine Büchner. Oetinger Verlag, 2016, ISBN 978-3-7891-0402-2.
  - Theo und der große Hund. Mit Bildern von Susanne Wechdorn. Oetinger Verlag, 2016, ISBN 978-3-7891-2435-8.
  - Superhugo fliegt zum Mond! Mit Bildern von Sabine Büchner. Oetinger Verlag, 2017, ISBN 978-3-7891-0403-9.
  - Max und Biber segeln los! Mit Bildern von Sabine Büchner. Ravensburger Verlag, 2020, ISBN 978-3-473-36155-7.
  - Max und Biber bei Käpt'n Kelle! Mit Bildern von Sabine Büchner. Ravensburger Verlag, 2023, ISBN 978-3-473-46172-1.
- Romane
  - Konrad, Krax und das Zeichen der Zebrafrösche. Mit Bildern von Regina Kehn. Tulipan Verlag, 2008, ISBN 978-3-939944-09-6.
  - Konrad, Krax und die telepathischen Tauben. Mit Bildern von Regina Kehn. Tulipan Verlag, 2008, ISBN 978-3-939944-15-7.
  - Herr Rot in Not: Eine verrückte Weihnachtsgeschichte. Mit Bildern von Sabine Büchner. Dressler Verlag, 2010, ISBN 978-3-7915-1425-3.
  - Matti und Sami und die drei größten Fehler des Universums. Beltz Verlag, 2011, ISBN 978-3-407-79438-3.
  - Tante Mel wird unsichtbar. Mit Bildern von Sabine Büchner. Dressler Verlag, 2011, ISBN 978-3-7915-1427-7.
  - Dilip und der Urknall und was danach bei uns geschah. Dressler Verlag, 2012, ISBN 978-3-7915-1428-4.
  - Star. Beltz Verlag, 2013, ISBN 978-3-407-82034-1.
  - Hilfe! Ich will hier raus! Dressler Verlag, 2014, ISBN 978-3-7915-1429-1.
  - Hilfe! Oma kommt zurück! Dressler Verlag, 2015, ISBN 978-3-7915-1430-7.
  - Chris, der größte Retter aller Zeiten. Beltz Verlag, 2015, ISBN 978-3-407-81198-1.
  - Superflashboy. Rowohlt Verlag, 2018, ISBN 978-3-499-21799-9.
  - Der Ratz-Fatz-x-weg 23. Beltz Verlag, 2018, ISBN 978-3-407-82353-3.
  - Matti und Sami und die verflixte Ungerechtigkeit der Welt. Beltz Verlag, 2019, ISBN 978-3-407-81231-5.
  - Superflashboy und das Geheimnis vom Shao-Shao. Rowohlt Verlag, 2019, ISBN 978-3-499-21823-1.
  - Matti und Sami und das größte Stück vom Glück. Beltz Verlag, 2022, ISBN 978-3-407-75823-1.
  - Das Schloss der Smartphone-Waisen. Carlsen Verlag, 2022, ISBN 978-3-551-55780-3.
  - Die Insel der Smartphone-Waisen. Carlsen Verlag, 2024, ISBN 978-3-551-55777-3.
  - Der Junge, der auf ein Haus stieg. Beltz Verlag, 2025, ISBN 978-3-407-75283-3.

## Nominierungen und Auszeichnungen
- 1992: Deutscher Jugendliteraturpreis für die Übersetzung von Die Reise nach Ugri-La-Brek in der Kategorie Bilderbuch von Thomas Tidholm (Text) und Anna-Clara Tidholm (Illustration)
- 1999: Nominierung für den Deutschen Jugendliteraturpreis in der Kategorie Sachbuch für die Übersetzung von Licht an – Tiere unter der Erde von Claude Delafosse (Text) und Daniel Moignot (Illustration)
- 2004: Luchs des Jahres für die Übersetzung von Millionen von Frank Cottrell Boyce
- 2007: Nominierung für den Deutschen Jugendliteraturpreis in der Kategorie Jugendbuch für die Übersetzung von Meisterwerk von Frank Cottrell Boyce
- 2007: Nominierung für den Deutschen Jugendliteraturpreis in der Kategorie Jugendbuch für die Übersetzung von Ein reiner Schrei von Siobhan Dowd
- 2010: Nominierung zum Hansjörg-Martin-Preis (Kinder- und Jugendkrimipreis) für Geheimnis um Baldini[9]
- 2011: Peter-Härtling-Preis für Matti und Sami und die drei größten Fehler des Universums[10]
- 2011: Luchs des Monats für Matti und Sami und die drei größten Fehler des Universums im August[11]
- 2011: Luchs des Jahres für Matti und Sami und die drei größten Fehler des Universums im November[12]
- 2012: Nominierung für den Deutschen Jugendliteraturpreis in der Kategorie Kinderbuch für Matti und Sami und die drei größten Fehler des Universums im März
- 2013: Deutscher Jugendliteraturpreis in der Kategorie Kinderbuch für die Übersetzung von Der unvergessene Mantel (Text: Frank Cottrell Boyce) aus dem Englischen ins Deutsche
- 2014: Nominierung zum Deutsch-französischen Jugendliteraturpreis für Hilfe! Ich will hier raus![13]
- 2015: Zusammen mit Frank Cottrell Boyce: James Krüss Preis für internationale Kinder- und Jugendliteratur für die Übersetzung der Werke von Boyce.
- 2015: Preuschhof-Preis für Kinderliteratur für das Erstlesebuch Superhugo startet durch!, illustriert von Sabine Büchner[14]
- 2016: Lesekünstler des Jahres, verliehen vom Börsenverein des Deutschen Buchhandels[15]
- 2016: Kinderhörspielpreis der Stadt Karlsruhe für Superflashboy

## Festivalteilnahmen
- 2009: 3. Münchner Bücherschau Junior im März
- 2011: Erlanger Poetenfest im August
- 2012: Kinder- und Jugendprogramm des 12. internationalen literaturfestivals berlin im September
- 2012: 10. Steglitzer Literaturfest in Berlin im November
- 2012: bookolino-Festival in Graz im November
- 2013: Rheinisches Lesefest Käpt´n Book im November[16]